# 屈峰山駅
屈峰山駅（クルボンサンえき）は、大韓民国江原特別自治道春川市南山面白楊里にある韓国鉄道公社京春線の駅である。1997年に公開され大ヒットした映画『手紙』のロケ地としても有名であり、駅構内にも映画撮影風景の写真が飾られている。駅番号はP135。

## 駅構造
- 相対式ホーム2面2線の高架駅。

## 利用状況
近年の一日平均利用人員推移は下記のとおり。なお、2010年は開業日の12月21日から12月31日までの11日間の平均である。
| 路線    | 路線     | 2010年 | 2011年 | 2012年 | 2013年 | 2014年 | 2015年 | 2016年 | 2017年 | 2018年 | 出典  |
| ------- | -------- | ------ | ------ | ------ | ------ | ------ | ------ | ------ | ------ | ------ | ----- |
| ●京春線 | 乗車人員 | 258    | 242    | 285    | 325    | 375    | 289    | 288    | 253    | 220    | [ 1 ] |
| ●京春線 | 降車人員 | 224    | 249    | 297    | 329    | 376    | 304    | 280    | 243    | 208    | [ 1 ] |
| ●京春線 | 乗降人員 | 482    | 491    | 582    | 654    | 751    | 593    | 568    | 496    | 428    | [ 1 ] |

## 駅周辺
- 屈峰山
- 南山初等学校西川分校舎

## 歴史
- 1939年7月25日 - 西川駅 (서천역)として開業。
- 1955年7月1日 - 西川駅 (서천역)から京江駅 (경강역)に改称。
- 2010年12月21日 - 首都圏電鉄京春線開業に伴い移転開業し、駅名も京江駅 (경강역)から屈峰山駅に改称された。

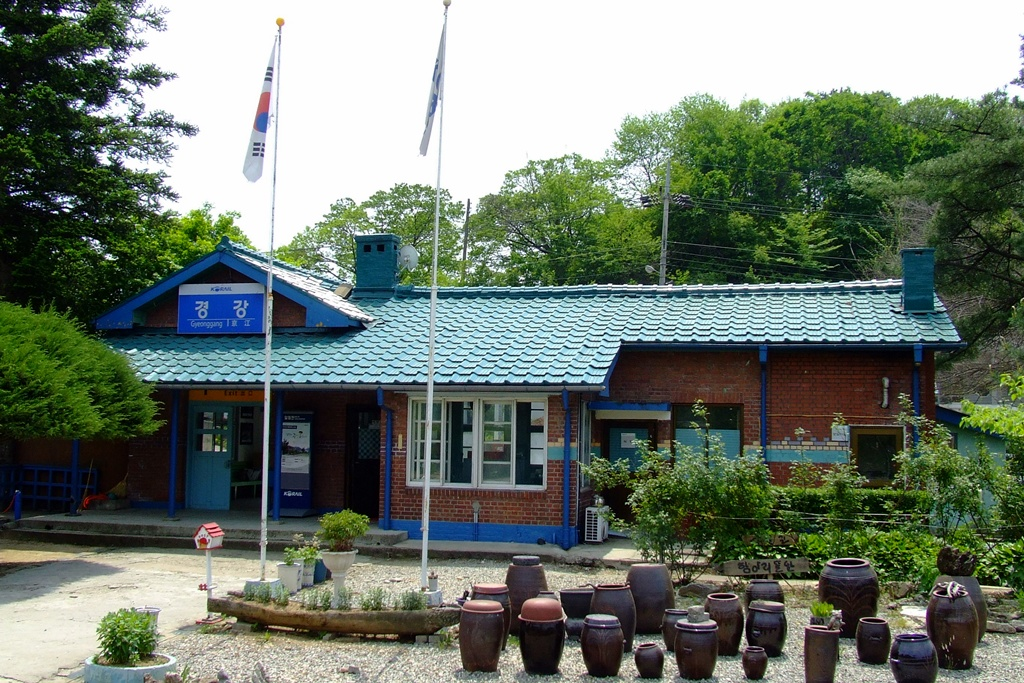
移転前に使われていた旧駅舎(2009年5月)

## 隣の駅
韓国鉄道公社
●京春線
加平駅 (P134) - 屈峰山駅 (P135) - 白楊里駅 (P136)